# Легенда о Красном драконе
«Легенда о Красном драконе» (другое название — «Новая легенда Шаолиня»; иер. трад. 洪熙官, кант.-рус.: Хун Хэй Кунь, англ. The New Legend of Shaolin) — гонконгский комедийно-приключенческий боевик режиссёра и сценариста Вон Чина, вышедший в свет в феврале 1994 года. Главного героя сыграл Джет Ли. В 1995 году постановка боевых сцен фильма получила номинацию на Гонконгской кинопремии.

## Сюжет
Мятежник Хун Хэйкунь прибывает в свою деревню и видит, что она разрушена после набега солдат правительства династии Цин. Он спасает единственного выжившего, своего маленького сына Хун Маньтина, и они оба готовятся пуститься в бега, когда внезапно появляется товарищ-мятежник Ма Нинъи. Тот нападает на Хэйкуня, в тот момент, когда снова появляются солдаты, и сознаётся, что пошёл на предательство односельчан ради награды за его голову. Хэйкунь успешно побеждает солдат и оставляет бывшего товарища умирать.
Несколько лет спустя Хэйкунь и его сын, теперь уже подросток, идут по городку, где очень мало денег. Неподалёку девушка по имени Красная Фасоль вместе со своей матерью Чю Сиусинь проворачивает аферу: Фасоль оплакивает свою мать, притворяющуюся мёртвой, и просит мужчину сделать предложение руки и сердца, чтобы оплатить расходы на её похороны. Богатый, но доверчивый Ма Кайсинь ведётся на эту уловку. Между тем Хэйкунь пытается оставить сына на попечение брата, но тот оказывается предателем, из-за чего брат и несколько солдат погибают в завязавшейся драке. Кайсинь, увидев боевое мастерство Хэйкуня, нанимает его в качестве своего телохранителя. Богач приводит Хэйкуня с сыном, а также Фасоль с матерью к себе в особняк.
В храме Шаолинь монахи переносят в виде тату части карты сокровищ на спины пяти мальчиков-учеников, которых затем высылают, чтобы сохранить карту в тайне. Правительство, знающее о карте, нападает на Шаолинь с солдатами и Ма Нинъи, который выжил, будучи окунутым в яд и превратившимся в отвратительное существо. Солдаты устраивают резню в храме, а Нинъи убивает аббата. Налётчикам удаётся узнать, что пятеро мальчиков находятся в городке Ма Кайсиня.
В особняке Кайсиня Фасоль и её мать собираются ограбить хозяина и уйти. Фасоль рассматривает в Хэйкуне угрозу её планам, из-за чего пытается его убить, но после схватки проигрывает. Хэйкунь предупреждает её, чтобы она не создавала никаких проблем. Маньтин обвиняет отца в том, что тот влюбился в Фасоль, потому что сохранил ей жизнь. Тем временем сын Кайсиня, Ма Чиухан, начинает задирать Маньтина, но парень побеждает хулигана, используя свои боевые навыки. Чиухан, у которого на спине вытатуирована часть карты, призывает четырёх шаолиньских друзей (у которых другие части карты) помочь ему победить Маньтина. Сын Хэйкуня побеждает пятерых, заслуживая их уважение и дружбу. Ночью Фасоль и её мать пытаются ограбить Кайсиня, но вмешивается телохранитель, побеждая их в драке.
На Лунный Новый год Ма Нинъи и правительственные солдаты прибывают в городок и нападают на особняк Кайсиня. Во время схватки Нинъи сражается с Хэйкунем, а Маньтин и все ученики, кроме Ма Чиухана, попадают в плен, а Фасоль отделывается лёгким ранением. Кайсинь притворяется мёртвым и засыпает, в то время как остальная часть группы уходит. Хэйкунь предлагает Фасоли выйти за него замуж после того, как вылечит её раны, и она соглашается. Группа бойцов выслеживает пятерых мальчиков, но Хэйкунь спасает их, прежде чем вновь сразиться с Нинъи. Маньтин присоединяется к отцу и вместе они взрывают предателя Нинъи с помощью динамита.
Группа отправляется в Красный Цветочный павильон в поисках мастера Шаолиня, о котором ходят слухи. Им предоставляют убежище дружелюбные повстанцы во главе с Чань Каньнамом. Он и его повстанцы погибают в результате нападения Нинъи, которому в очередной раз удалось выжить, и его людей. Чю Сиусинь спасает мальчиков от атаки дротиками, но сама получает смертельное ранение. Хэйкунь и Маньтин сражаются с Нинъи, которым на короткое время помогает мастер Шаолиня, ранее появившийся в облике создателя восковых манекенов. В конце концов Хэйкунь убивает противника, сбросив его в чан с кислотой.
Команда героев возвращается в город, и каждый из учеников Шаолиня встречается со своими родителями. Хэйкунь, Маньтин и Красная Фасоль дружно уходят.

## В ролях
| Актёр       | Роль                                         |
| ----------- | -------------------------------------------- |
| Джет Ли     | Хун Хэйкунь                                  |
| Чжу Гэлян   | Восковой Манекен Чён                         |
| Чингми Яу   | Красная Фасоль                               |
| Чэнь Сунъюн | Ма Кайсинь                                   |
| Дини Ип     | Чю Сиусинь                                   |
| Дамиан Лау  | Чань Каньнам                                 |
| Джонни Ван  | правительственный чиновник Восьмирукий Архат |
| Се Мяо      | Хун Маньтин                                  |

## Кассовые сборы
Фильм «Легенда о Красном драконе» собрал 19 388 051 гонконгский доллар в домашнем кинопрокате за 28 дней показов в период с 3 по 30 марта 1994 года. На Тайване, где картина вышла под названием «Новая пятёрка патриархов Шаолиня», (кит. трад. 新少林五祖), по завершении проката на 197 экранах территории островного государства, длившегося с 10 февраля по 4 марта 1994 года, общая сумма сборов составила 15 547 940 тайваньских долларов при общей зрительской аудитории в 83 122 человека.

## Номинации
| Кинопремия                         | Категория                | Лауреат / претендент | Результат | Источник |
| ---------------------------------- | ------------------------ | -------------------- | --------- | -------- |
| 14-я Гонконгская кинопремия (1995) | «Лучшая хореография боя» | Кори Юнь             | Номинация | [ 3 ]    |